# قانون کسینوس‌ها
در مثلثات قانون کسینوس که به نام قانون کاشانی هم شناخته می‌شود؛ تعمیم قضیه فیثاغورس است. قانون کسینوس‌ها برای بدست آوردن طول یک ضلع مثلث کاربرد دارد  و در مورد هر نوع مثلثی صدق می‌کند به این شکل است:

تصویر یک مثلث

{\displaystyle c^{2}=a^{2}+b^{2}-2ab\cos(\gamma ),\,}
{\displaystyle b^{2}=c^{2}+a^{2}-2ca\cos(\beta ),\,}
{\displaystyle a^{2}=b^{2}+c^{2}-2bc\cos(\alpha ),\,}
{\displaystyle \cos(\gamma )={\frac {a^{2}+b^{2}-c^{2}}{2ab}}\ .\,}

## اثبات

اثبات قانون کسینوس‌ها بر اساس قضیه فیثاغورس حالت زاویه باز

اثبات قانون کسینوس‌ها بر اساس قضیه فیثاغورس حالت زاویه تند

چند روش برای اثبات قانون کسینوس‌ها وجود دارد که در اینجا اثبات بر اساس قضیه فیثاغورس را می‌بینیم.
- حالت زاویه باز:

در اینجا اندازه ارتفاع وارد بر ضلع b را با h و فاصله پایه ارتفاع مذکور تا راس C را با d نشان داده‌ایم.
{\displaystyle a^{2}=d^{2}+h^{2}}
{\displaystyle c^{2}=b^{2}+2bd+d^{2}+h^{2}}
{\displaystyle c^{2}=b^{2}+2bd+a^{2},d=a\cos(\pi -\gamma )=-a\cos(\gamma )}
{\displaystyle c^{2}=b^{2}-2ab\cos(\gamma )+a^{2}}
- حالت زاویه تند:

{\displaystyle c^{2}=(b-a\cos(\gamma ))^{2}+(a\sin(\gamma ))^{2}}
{\displaystyle c^{2}=b^{2}-2ab\cos(\gamma )+a^{2}\cos ^{2}(\gamma )+a^{2}\sin ^{2}(\gamma ),cos^{2}(\gamma )+sin^{2}(\gamma )=1}
{\displaystyle c^{2}=b^{2}-2ab\cos(\gamma )+a^{2}}